# شکار گراز

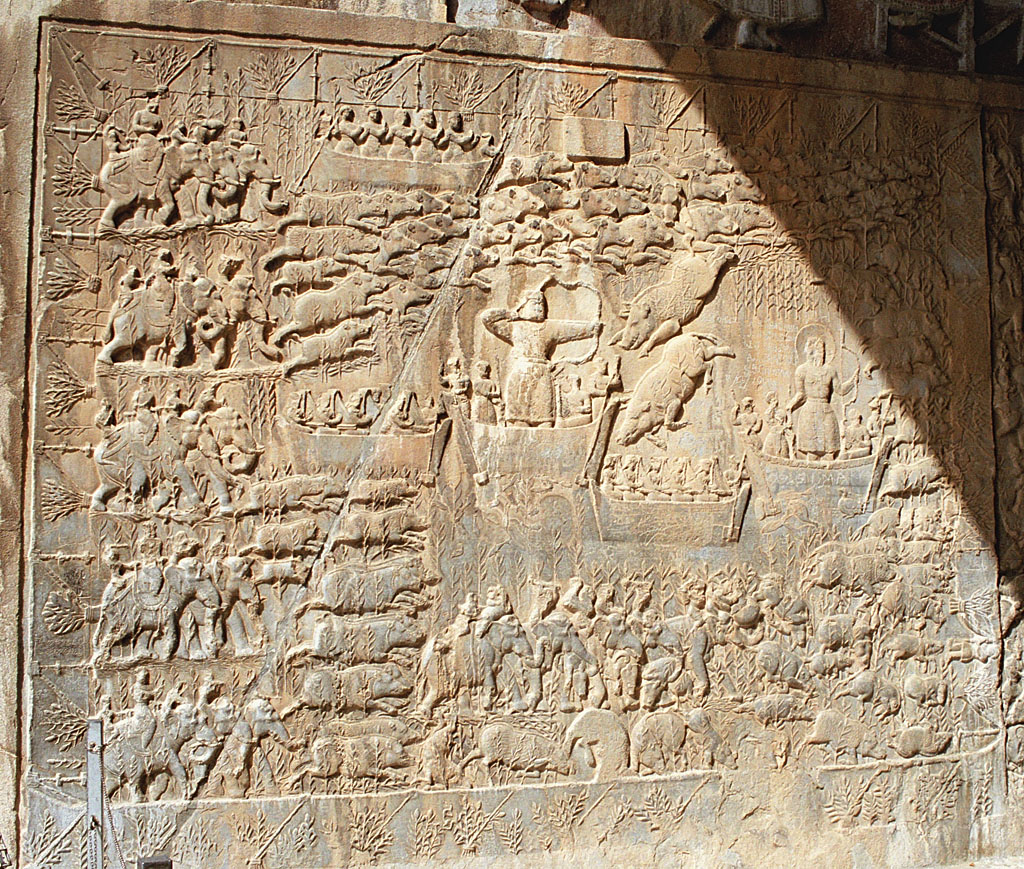
صحنه شکار گراز در سنگ‌نگارهٔ طاق بستان

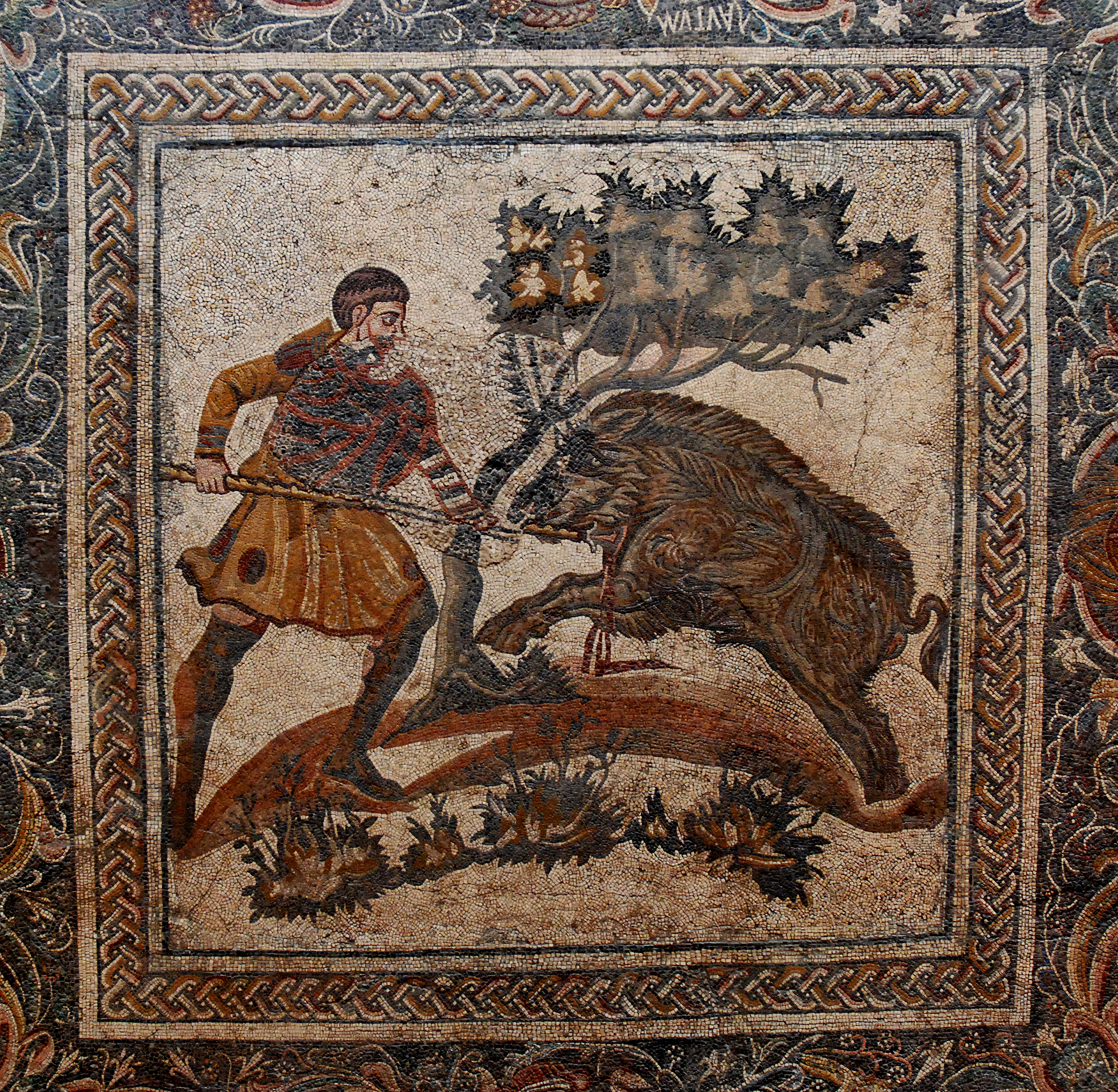
صحنه شکار گراز بر روی موزائیک رومی از قرن چهارم میلادی

شکار گراز عملی است که بشر از دوران‌های قدیم برای کشتن گراز انجام می‌داده است. شکار گراز معمولاً برای اثبات شجاعت بوده است. 
گرازها را هم به‌خاطر گوشت‌شان و هم به‌خاطر جلوگیری از آسیب رساندن آنها به مزارع و محصولات کشاورزی شکار می‌کنند.

## شکار گراز در ایران باستان
در دوران ساسانی، چنانکه از سنگ‌نگاره‌های طاق بستان برمی‌آید شکار گراز، دستکم در میان اشراف، رواج داشته است. این افراد سوار بر فیل به تعقیب گرازها می‌پرداختند و آنها را در تالاب‌ها محاصره می‌کردند و با پرتاب تیر از درون قایق از پا در می‌آورده‌اند.